# Concentrazione minima battericida
La concentrazione minima battericida (anche MBC, dall'inglese Minimum bactericidal concentration) è un termine usato in microbiologia per indicare la più bassa concentrazione di una sostanza antimicrobica (come ad esempio un antibiotico) necessaria ad uccidere un determinato batterio in coltura pura.
In altre parole trattasi di un parametro efficace per il controllo delle sensibilità (o resistività) dei batteri ad un determinato agente antimicrobico. 
Un'indicazione analoga, ma non sovrapponibile, viene fornita dalla determinazione della MIC. 
Per determinare la MBC, dopo diluizione del brodo della MIC, si rileva se la coltura presenta o meno crescita: nel primo caso la coltura era solo inibita, (quindi l'azione dell'antibiotico è batteriostatica), nel secondo invece uccisa, quindi l'azione dell'antibiotico è di tipo battericida.